# Бернштам, Фёдор Густавович
Фёдор Густавович Бернштам (Беренштам) (25 апреля 1862, Тифлис — 9 августа 1937, Ленинград) — русский художник, действительный член Императорской Академии художеств, действительный статский советник.

## Биография
Будучи гимназистом 6 класса (1880), впервые приступил к печатанью статьи с иллюстрациями фресок Мцхетского монастыря и Гелатских эмалей. Обучаясь в реальном училище, делал иллюстрации к учебнику «Основания химии» своего педагога И. Д. Бокия, переводил и рисовал две книги «Жулика Мурье» «L'art au caneose», рисовал с О. И. Шмерлингом карикатуры в журнал «Фаланга».
Окончил курс на архитектурном отделении Императорской Академии художеств (1881—1886). Получил малую серебряную медаль (1888). Звание классного художника 3-й степени (1889).
В 1887 году женился на Вере Александровне Пыпиной (1864—1930), старшей дочери литературоведа А.Н. Пыпина, двоюродной племяннице Н.Г. Чернышевского. 26 июня 1888 года у них родилась дочь Нина.
Художник и архитектор, директор библиотеки Императорской Академии художеств, искусствовед и общественный деятель, главный редактор журнала «Открытое письмо» в 1904—1906 годах и более десяти лет — редактор архитектурного отдела журнала «Зодчий». Как художник-иллюстратор оставил след в многочисленных периодических изданиях начала века, внёс немалый вклад в книжную графику России. Его памятники-надгробия Балакиреву, Кони, Копытову, Самусьеву и другим весьма высоко оцениваются специалистами. Среди его архитектурных проектов — дворцы, соборы, дачи.
Действительный член Императорской Академии художеств (с 1908). Чиновник по особым поручениям при Президенте Академии художеств (с 1912).
Был одним из лучших художников-рисовальщиков древних орнаментов и старых памятников архитектуры, неоднократно участвовал в археологических экспедициях. Эти качества в нём очень ценили В. В. Стасов и известный русский историк византийского и древнерусского искусства Н. П. Кондаков.
Коллекционерам хорошо знакомы его экслибрисы и открытки Общины святой Евгении, многочисленные плакаты, пригласительные билеты и программы различных вечеров и концертов. С его именем связано участие дореволюционной России в международных выставках.
И хотя 6 октября 1926 года в письме на имя Ф. Г. Бернштама отмечалось:
Ваши библиотечные, археологические, музейные, архитектурные труды известны всем, а художественные знания и опыт были бы для Гос. Художественного Музея в Асхабаде драгоценны… Ваш всегдашний почитатель и слуга А. А. Карелин.
но прошло время, и имя Ф. Г. Бернштама забылось.
Знавшие Берштама говорили о нём почти всегда только с восхищением.

Он всегда лидер в любом обществе. Весёлый, остроумный собеседник. Всеобщий любимец, покоритель дамских сердец и эрудит во всех вопросах!— Рада Молоканова. «Жёлтые листья клёна»
Ф. Г. Бернштама рисовали Репин, Щербов, Кругликова, Жаба, Визель, Фалилеев, Верейский и многие другие художники. Ему посвящали стихи.
Февральскую революцию, по словам Бернштама, он «принял, как сознательный гражданин». В апреле 1917 года Бернштам подал прошение об отставке; приказом Комиссара Временного Правительства над бывшим Министерством Двора и Уделов (№ 13 от 06.04.1917) был уволен со службы согласно прошению.
В 1918—1924 — хранитель дворцов-музеев в Петергофе. В эти тяжёлые годы ему удалось спасти и сохранить дворцы и павильоны; восстановить и пустить в ход фонтаны; зарегистрировать и описать редчайшие рукописи из собрания Марии Медичи. Работая в неотапливаемых помещениях, художник отморозил руки.
Был одним из организаторов библиотечных курсов в Петергофе и при Государственной Публичной библиотеке. В 1919 году разработал шрифты для «библиотечного письма» и карточек «подвижных каталогов».
В 1924—1930 работал в отделе искусств Государственной Публичной библиотеки. В послереволюционное время был активным участником многих творческих союзов и объединений.
В архивах Ф. Г. Бернштама — множество фотографий, писем, дневников, различных черновиков и записок.
Похоронен на Смоленском лютеранском кладбище.